# Juan de Arfe

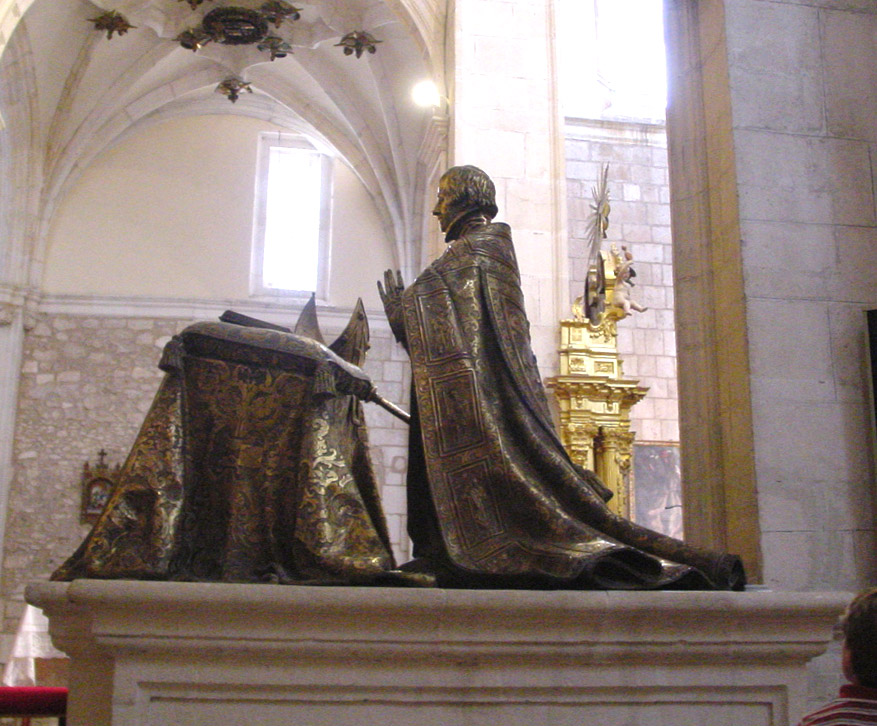
Erzbischof Cristóbal de Rojas von Juan de Arfe, Colegiata San Pedro (Lerma)

Juan de Arfe (* 1535 in León; † um 1603 in Madrid) war ein spanischer Goldschmied und Bildhauer.

## Leben
Juan de Arfe entstammte einer bedeutenden Goldschmiedefamilie; Enrique de Arfe war sein Großvater. Juan de Arfe erlernte die Goldschmiedekunst bei seinem Vater Antonio de Arfe in Leon, war danach als Goldschmied in Salamanca, Toledo, Valladolid und als Münzmeister in Segovia tätig, bis ihn Philipp II. 1596 nach Madrid berief, wo er unter anderem Bronzestatuen für den Escorial anfertigte.
Seine Hauptwerke sind die Tabernakel für die Kathedralen in Sevilla, Avila, Valladolid und für San Marlin in Madrid. Zudem gab er 1585 die Bücher „Quilatador de oro, plata y piedras“ und „Varia commensuracion para la escultura y arquitectura“ heraus.